# Fannia novalis
Fannia novalis är en tvåvingeart som beskrevs av Adrian C. Pont 1965. Fannia novalis ingår i släktet Fannia och familjen takdansflugor. Inga underarter finns listade i Catalogue of Life.